# .ie
.ie為愛爾蘭國家及地區頂級域（ccTLD）的域名，於1988年1月27日啟用。只有與愛爾蘭有關的實體才有資格註冊.ie域名。自2000年起，域名注册管理业务由IE Domain Registry Limited负责。

## 外部連結
- IANA .ie whois information（页面存档备份，存于）
- IE Domain Registry（页面存档备份，存于）